# Converse County
Converse County ist ein County im Bundesstaat Wyoming der Vereinigten Staaten. Bei der Volkszählung 2020 betrug die Einwohnerzahl 13.751 Einwohner. Der Verwaltungssitz (County Seat) ist Douglas.

## Geographie
Die Gesamtfläche von Converse County beträgt 11.047 Quadratkilometer; davon sind 27 Quadratkilometer Wasserfläche. Das entspricht einem Anteil an der Gesamtfläche von 0,24 Prozent. Das County grenzt im Uhrzeigersinn an die Countys: Campbell County,  Weston County, Niobrara County, Platte County, Albany County, Carbon County, Natrona County und Johnson County.

## Geschichte
Converse County wurde am 9. März 1888 gegründet. Es wurde nach Amasa R. Converse, einem amerikanischen Pioneer und Bankier aus Wyoming benannt.

## Demografische Daten

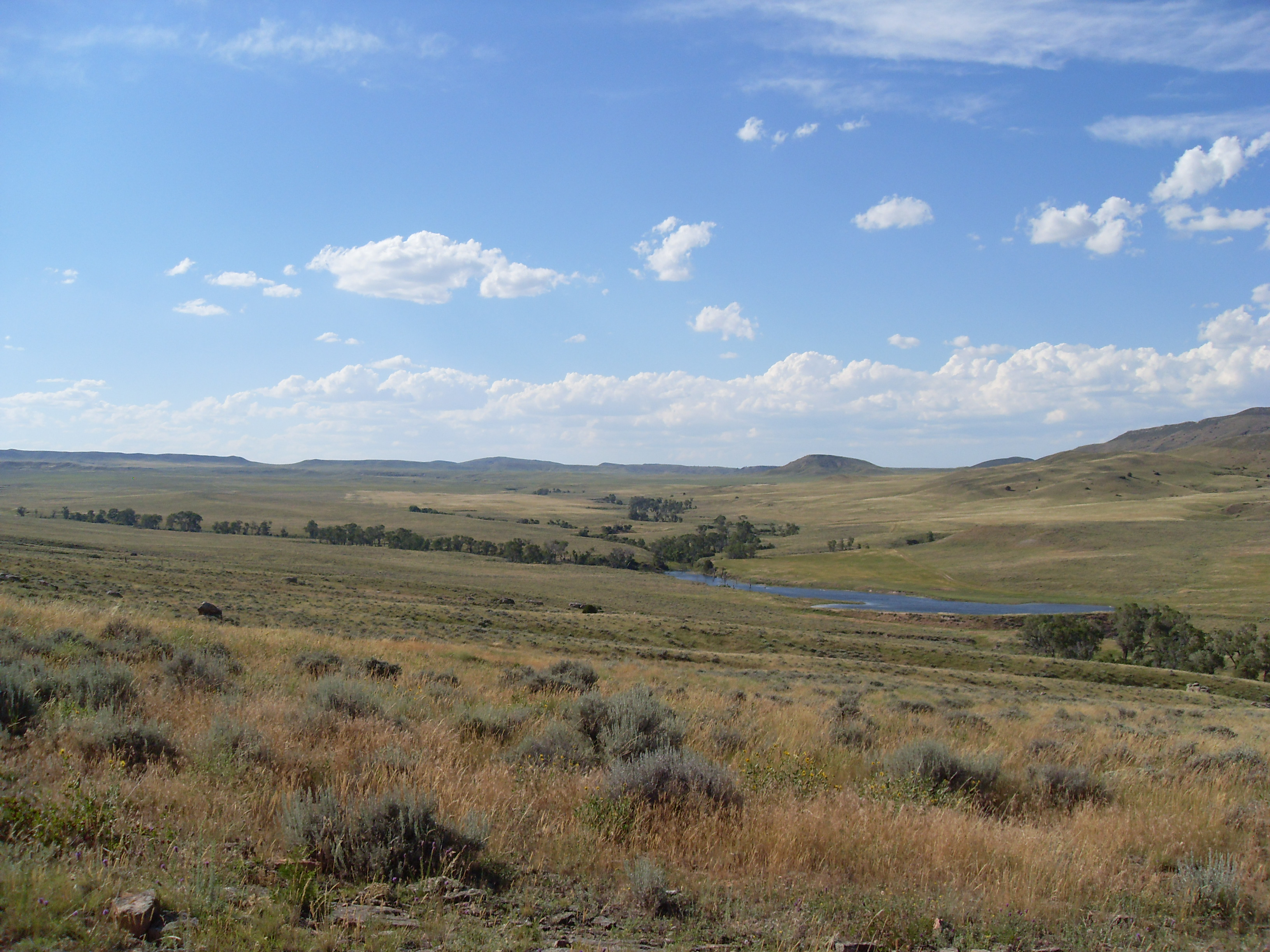
Typische Landschaft im Converse County, hier im Tal des Wagon Hound Creek

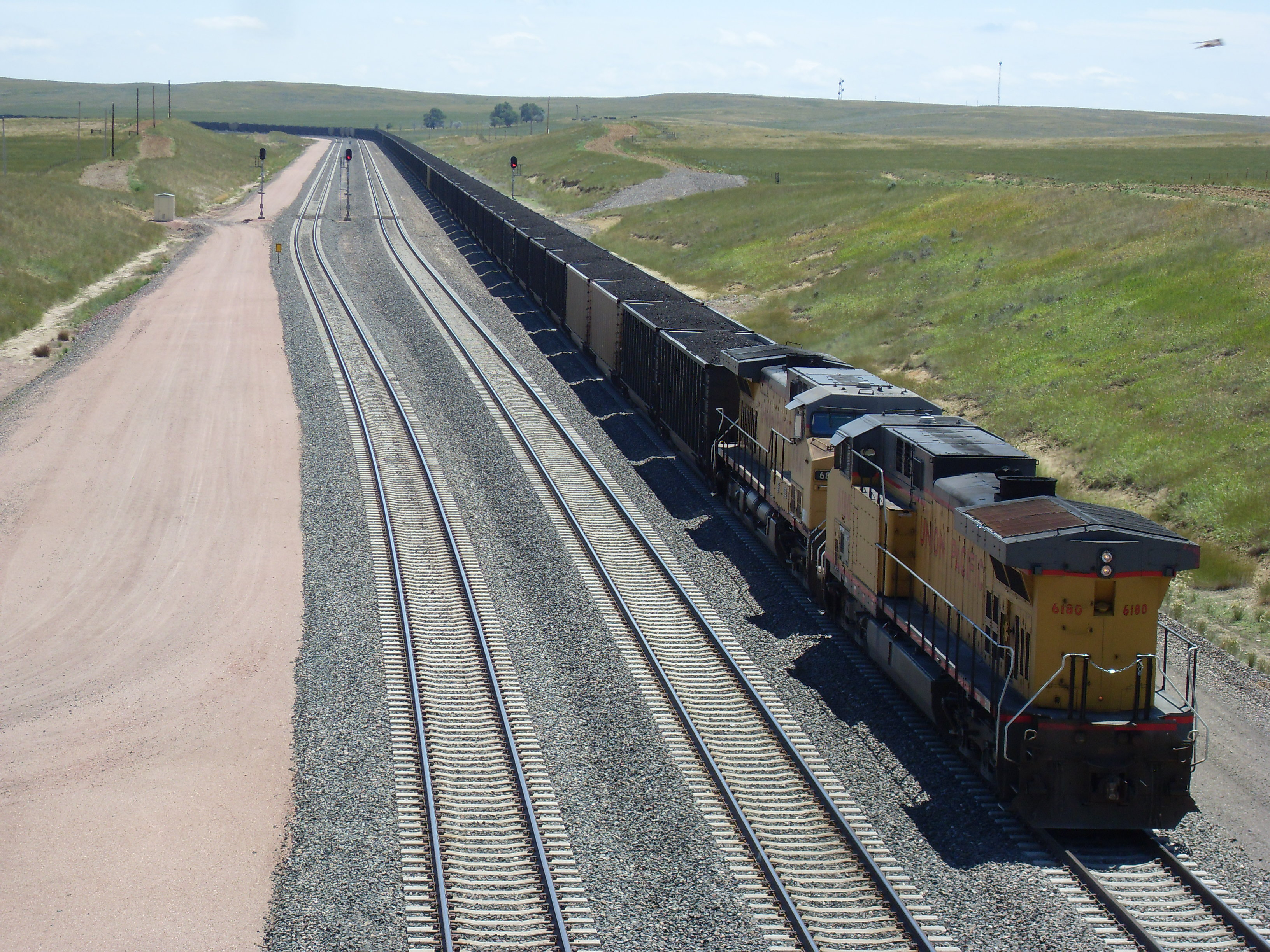
Kohletransport der Union Pacific

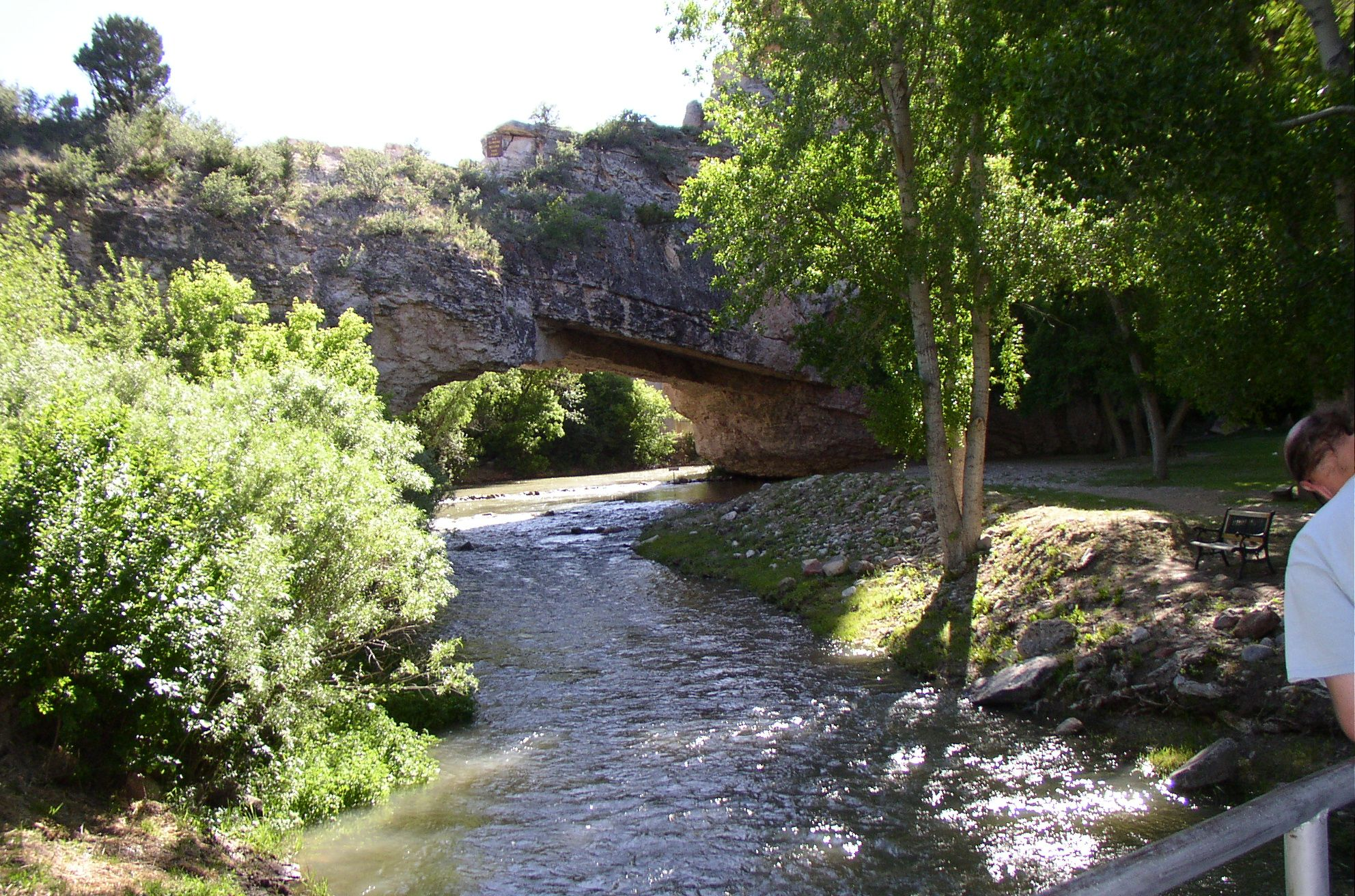
Ayres Natural Bridge über den La Prele Creek im Ayres Natural Bridge Park

Nach der Volkszählung im Jahr 2000 lebten im Converse County 12.052 Menschen. Es gab 4694 Haushalte und 3407 Familien. Die Bevölkerungsdichte betrug 1 Einwohner pro Quadratkilometer. Ethnisch betrachtet setzte sich die Bevölkerung zusammen aus 94,72 % Weißen, 0,15 % Afroamerikanern, 0,91 % amerikanischen Ureinwohnern, 0,27 % Asiaten, 0,02 % Bewohnern aus dem pazifischen Inselraum und 2,46 % aus anderen ethnischen Gruppen; 1,47 % stammten von zwei oder mehr ethnischen Gruppen ab. 5,48 % Prozent der Bevölkerung waren spanischer oder lateinamerikanischer Abstammung.
Von den 4694 Haushalten hatten 36,50 % Kinder und Jugendliche unter 18 Jahre, die bei ihnen lebten. 60,60 % waren verheiratete, zusammenlebende Paare, 8,40 % Prozent waren allein erziehende Mütter, 27,40 % waren keine Familien. 23,40 % waren Singlehaushalte und in 9,00 % lebten Menschen im Alter von 65 Jahren oder darüber. Die Durchschnittshaushaltsgröße betrug 2,55 und die durchschnittliche Familiengröße lag bei 3,01 Personen.
Auf das gesamte County bezogen setzte sich die Bevölkerung zusammen aus 28,50 % Einwohnern unter 18 Jahren, 7,00 % zwischen 18 und 24 Jahren, 28,10 % zwischen 25 und 44 Jahren, 25,40 % zwischen 45 und 64 Jahren und 11,00 % waren 65 Jahre alt oder darüber. Das Durchschnittsalter betrug 38 Jahre. Auf 100 weibliche Personen kamen 99,40 männliche Personen, auf 100 Frauen im Alter ab 18 Jahren kamen statistisch 96,40 Männer.
Das jährliche Durchschnittseinkommen eines Haushalts betrug 39.603 USD, das Durchschnittseinkommen der Familien betrug 45.905. USD. Männer hatten ein Durchschnittseinkommen von 36.443 USD, Frauen 19.032 USD. Das Prokopfeinkommen betrug 18.744 USD. 11,60 % der Familien und 9,20 % der Bevölkerung lebten unterhalb der Armutsgrenze. 15,70 % davon waren unter 18 Jahre und 9,70 % waren 65 Jahre oder älter.

## Orte im Converse County
City
| - Douglas |

Towns
| - Glenrock - Lost Springs - Rolling Hills |

Census-designated places (CDP)
| - Esterbrook - Orin |

Unincorporated Communitys
| - Big Muddy - Bill - Bouncing Rock - Dead Mans Corner - Dull Center | - Holdup Hollow - Irvine - Orpha - Ross - Shawnee |

## Parks
- Ayres Natural Bridge Park
- Glendo State Park
- Medicine Bow – Routt National Forest, hier die Teile Medicine Bow National Forest und Thunder Basin National Grassland

## Museen
- Douglas Railroad Interpretive Center in Douglas
- Fort Fetterman bei Douglas
- Paleon Museum in Glenrock
- Pioneer Museum in Douglas